# Anton Hermann Fassl
Anton Heinrich Hermann Fassl (1876, Komotau - 1922, Manaos) fue un entomólogo alemán.
Fassl colectó Lepidoptera, Coleoptera y diversos órdenes de insectos en Colombia entre 1907-1912, en compañía de su hermano Edward, encargado de recolectar aves. 
En Colombia, Fassl llevó a cabo diversos viajes, accediendo al país vía Buenaventura, desde donde llegó y se asentó por un tiempo en los alrededores de Cali, donde colectó numerosas muestras. Posteriormente viaja al interior del país, pasando por el valle del Cauca, ascendiendo por el paso del Quindío (actualmente la linea), para posteriormente asentarse un tiempo en Ibagué, desde donde realizaría una expedición al Nevado del Tolima. 
Luego de sus correrías por las cordilleras Central y Occidental, se asienta por un tiempo en la ciudad de Bogotá, desde donde, acompañado en algunos de sus viajes por Otto Garlepp, visita entre otras localidades, Muzo y Villavicencio.
Adicionalmente también recolectó material biológico en Brasil y Ecuador. Estuvo algún tiempo en Berlín, fue curador del Naturhistorisches-Institut, 948 Zeidlerstrasse, Teplitz, Bohemia, Austria-Hungría (ahora Teplice, la República Checa). Suministró especímenes a Ernst Hartert y Karl Jordan.
Murió en 1922 en el amazonas brasilero a causa de problemas estomacales, que lo aquejaron en varios de sus viajes.

## Trabajos
- Fassl, Un. H. (1910): Dado Raupe einer Uranide. Z. wiss. Insekt. Biol., 6(10): 355.
- Fassl, Un. H. (1912): Kämpfende Schmetterlinge Entomologische Rundschau 29(10), pp. [71-72]
- Fassl, Un. H. (1912-13): Tropische Reisen. IV. Muzo, das Tierra der schönsten Smaragde und Schmetterlinge  Entomologische Rundschau 29(23), pp. 147@–149; (24)155-157; 30(1)3-4; (3)14-16.
- Fassl, Un. H. (1922): Einige kritische Bemerkungen zu J. Röbers Mimikry und verwandte Erscheinungen bei Schmetterlingen"  Entomologische Rundschau 39(4), pp. 15@–16; (5)18-19; (6)22
- Fassl, Un. H. (1922): Einige kritische Bemerkungen zu J. Röbers "Mimikry und verwandte Erscheinungen bei Schmetterlingen" Entomologische Rundschau 39(7), pp. 26@–27
- Fassl, Un. H. (1924): Nachträge: Gattung Agrias. En: el dado Bruto- Schmetterlinge der Erde (Seitz, Un. ed.), vol. 5, Alfred Kernen, Stuttgart, pp. [1037- 1040; 1041 pl. 113